# Jurij Beljaev
Jurij A. Beljaev (ryska: Юрий Беляев), en sovjetisk astronom.
Minor Planet Center listar honom som Yu. A. Belyaev och som upptäckare av 7 asteroider, alla tillsammans med landsmannen Gurij Pljugin.

## Asteroid upptäckt av Jurij Beljaev
| 1993 Guacolda [A]                         | 25 juli 1968 |
| 4228 Nemiro [A]                           | 25 juli 1968 |
| 4590 Dimashchegolev [A]                   | 25 juli 1968 |
| 7450 Shilling [A]                         | 24 juli 1968 |
| 23401 Brodskaya [A]                       | 25 juli 1968 |
| 32731 Annaivanovna [A]                    | 25 juli 1968 |
| 52225 Panchenko [A]                       | 25 juli 1968 |
| Upptäckt tillsammans med: A Gurij Pljugin |              |